# San Salvatore di Fitalia
San Salvatore di Fitalia – miejscowość i gmina we Włoszech, w regionie Sycylia, w prowincji Mesyna.
Według danych na rok 2004 gminę zamieszkiwało 1680 osób, 120 os./km².